# Pimelodella chagresi
Pimelodella chagresi es una especie de pez de la familia Heptapteridae en el orden de los Siluriformes.

## Morfología
• Los machos pueden llegar alcanzar los 15,4 cm de longitud total.

## Hábitat
Es un pez de agua dulce .

## Distribución geográfica
Se encuentran en América: desde Panamá hasta Venezuela, y desde Río Grande de Térraba (Costa Rica) hasta el río San Juan (Colombia ).